# Urs Fischer
Urs Fischer (ur. 20 lutego 1966 w Triengen) – szwajcarski piłkarz grający na pozycji środkowego obrońcy i trener piłkarski. W reprezentacji Szwajcarii rozegrał 4 mecze.

## Kariera klubowa
Swoją karierę piłkarską Fischer rozpoczął w 1973 roku w klubie FC Zürich. W 1984 roku awansował do pierwszego zespołu i w sezonie 1983/1984 zadebiutował w jego barwach w pierwszej lidze szwajcarskiej. W zespole z Zurychu grał do końca sezonu 1986/1987.
Latem 1987 roku Fischer zmienił klub i przeszedł do FC Sankt Gallen. W sezonie 1992/1993 spadł z nim z pierwszej do drugiej ligi. Po roku gry w drugiej lidze Sankt Gallen wrócił do ekstraklasy. Fischer grał w Sankt Gallen do końca sezonu 1994/1995.
W 1995 roku Fischer wrócił do FC Zürich. W sezonie 1999/2000 zdobył z nim Puchar Szwajcarii. W 2003 roku zakończył karierę piłkarską w wieku 37 lat. W barwach FC Zürich rozegrał łącznie 302 ligowe mecze i strzelił w nich 5 goli.
| Sezon   | Klub            | Kraj       | Rozgrywki      | Mecze | Gole |
| ------- | --------------- | ---------- | -------------- | ----- | ---- |
| 1983/84 | FC Zürich       | Szwajcaria | Nationalliga A | 2     | 0    |
| 1984/85 | FC Zürich       | Szwajcaria | Nationalliga A | 23    | 0    |
| 1985/86 | FC Zürich       | Szwajcaria | Nationalliga B | 6     | 0    |
| 1986/87 | FC Zürich       | Szwajcaria | Nationalliga A | 19    | 1    |
| 1987/88 | FC Sankt Gallen | Szwajcaria | Nationalliga A | 35    | 1    |
| 1988/89 | FC Sankt Gallen | Szwajcaria | Nationalliga A | 32    | 3    |
| 1989/90 | FC Sankt Gallen | Szwajcaria | Nationalliga A | 34    | 0    |
| 1990/91 | FC Sankt Gallen | Szwajcaria | Nationalliga A | 34    | 3    |
| 1991/92 | FC Sankt Gallen | Szwajcaria | Nationalliga A | 35    | 0    |
| 1992/93 | FC Sankt Gallen | Szwajcaria | Nationalliga A | 29    | 0    |
| 1993/94 | FC Sankt Gallen | Szwajcaria | Nationalliga B | 30    | 1    |
| 1994/95 | FC Sankt Gallen | Szwajcaria | Nationalliga A | 32    | 3    |
| 1995/96 | FC Zürich       | Szwajcaria | Nationalliga B | 33    | 0    |
| 1996/97 | FC Zürich       | Szwajcaria | Nationalliga B | 34    | 1    |
| 1997/98 | FC Zürich       | Szwajcaria | Nationalliga A | 33    | 0    |
| 1998/99 | FC Zürich       | Szwajcaria | Nationalliga A | 31    | 2    |
| 1999/00 | FC Zürich       | Szwajcaria | Nationalliga A | 29    | 1    |
| 2000/01 | FC Zürich       | Szwajcaria | Nationalliga A | 35    | 0    |
| 2001/02 | FC Zürich       | Szwajcaria | Nationalliga A | 27    | 0    |
| 2002/03 | FC Zürich       | Szwajcaria | Nationalliga A | 31    | 0    |

## Kariera reprezentacyjna
W reprezentacji Szwajcarii Fischer zadebiutował 13 grudnia 1989 w przegranym 1:2 towarzyskim meczu z Hiszpanią, rozegranym w Santa Cruz de Tenerife. Od 1989 do 1990 rozegrał w kadrze narodowej 4 mecze, wszystkie towarzyskie.

## Kariera trenerska

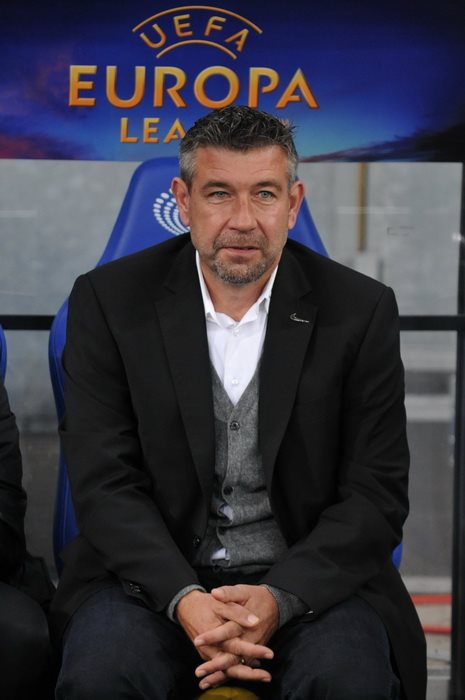
Fischer w 2013

Po zakończeniu kariery piłkarskiej Fischer został trenerem. Początkowo pracował z juniorami FC Zürich. Następnie w latach 2007-2008 był asystentem Bernarda Challandesa w tym klubie. W 2010 roku został tymczasowym trenerem FC Zürich, a następnie zatrudniono go na tym stanowiskuna stałe. Pracował w nim do 2012 roku.
W styczniu 2013 roku Fischer został trenerem FC Thun. Pracował w nim do czerwca 2015 i wtedy też został zatrudniony w FC Basel. Zastąpił Paulo Sousę, który odszedł do Fiorentiny.